# バークレー郡 (サウスカロライナ州)
バークレー郡（英: Berkeley County）は、アメリカ合衆国サウスカロライナ州の南部に位置する郡である。人口は22万9861人（2020年）。郡庁所在地はモンクスコーナーである。郡内には他郡にも跨るチャールストンやノースチャールストンなど大きな都市が入っている。
バークレー郡はチャールストン・ノースチャールストン・サマービル大都市圏に属している。この大都市圏はアメリカ合衆国行政管理予算局が定義し、アメリカ合衆国国勢調査局が統計目的に利用するものである。

## 歴史
バークレー郡は1682年に設立された。郡名はカロライナ植民地の領主8人のうち、初代ストラットンのバークレー男爵ジョン・バークレーとウィリアム・バークレーに因んで名付けられた。1769年にはチャールストン地区の一部になった。19世紀の大半では地区として存在せず、ローカントリーの一部になっていた。レコンストラクション時代の後、白人民主党が州政界の支配権を取り戻したことで、1882年に郡として設立し、マウントプレザントを郡庁所在地にした。郡長は1895年に現在のモンクスコーナーに移された。

## 地理
アメリカ合衆国国勢調査局に拠れば、郡域全面積は1,228平方マイル (3,180.5 km2)であり、このうち陸地1,098平方マイル (2,843.8 km2)、水域は130平方マイル (336.7 km2)で水域率は10.61%である。

### 隣接する郡
- ジョージタウン郡 - 北東
- ウィリアムズバーグ郡 - 北東
- チャールストン郡 - 南
- ドーチェスター郡 - 西
- オレンジバーグ郡 - 北西
- クラレンドン郡 - 北西

### 国立保護地域
- フランシス・マリオン国立の森（部分）

## 人口動態
以下は2000年国勢調査による人口統計データである。
| 基礎データ - 人口: 142,651人 - 世帯数: 49,922 世帯 - 家族数: 37,691 家族 - 人口密度: 50人/km2（130人/mi2） - 住居数: 54,717軒 - 住居密度: 19軒/km2（50軒/mi2） 人種別人口構成 - 白人: 68.00% - アフリカン・アメリカン: 26.63% - ネイティブ・アメリカン: 0.52% - アジア人: 1.87% - 太平洋諸島系: 0.08% - その他の人種: 1.20% - 混血: 1.70% - ヒスパニック・ラテン系: 2.76% 先祖による構成 - アメリカ人：16.4% - ドイツ系：10.0% - アイルランド系：8.4% - イギリス系：7.7% 年齢別人口構成 - 18歳未満: 28.0% - 18-24歳: 11.7% - 25-44歳: 31.2% - 45-64歳: 21.2% - 65歳以上: 7.9% - 年齢の中央値: 32歳 - 性比（女性100人あたり男性の人口） - 総人口: 103.2 - 18歳以上: 102.2 | 世帯と家族（対世帯数） - 18歳未満の子供がいる: 39.2% - 結婚・同居している夫婦: 56.7% - 未婚・離婚・死別女性が世帯主: 14.2% - 非家族世帯: 24.5% - 単身世帯: 19.4% - 65歳以上の老人1人暮らし: 5.6% - 平均構成人数 - 世帯: 2.75人 - 家族: 3.15人 収入と家計 - 収入の中央値 - 世帯: 39,908米ドル - 家族: 44,242米ドル - 性別 - 男性: 31,583米ドル - 女性: 22,420米ドル - 人口1人あたり収入: 16,879米ドル - 貧困線以下 - 対人口: 11.8% - 対家族数: 9.7% - 18歳未満: 15.6% - 65歳以上: 12.9% |

## 公衆安全

### 警察
自治体の警察組織に加えて、全郡がバークレー郡保安官部に守られている。本部はモンクスコーナーにあり、保安官事務所は多くの部門に分かれている。
- パトロール部門、4大隊があり、12時間シフトで全郡を交互にパトロールしている。電話911の呼び出しすべてに対応する
- 捜査部門、高度の訓練を受けた刑事のチームであり、暴力犯罪や窃盗事件を捜査する。月曜から金曜の午前9時から午後5時が通常の勤務時間であるが、当番の刑事は夜や週末でも対応できる
- 薬物取締部門、薬物にかかる操作を行い、情報は24時間受け付けている
- 特殊対応チーム、高度の訓練を受けた警官で構成され、犯人追跡、武装強盗、人質事件などに対応する。特殊武器の使用法や誘拐犯との交渉術など特殊訓練を受けている
- K-9ユニット、警察犬指導官と訓練された警察犬の部隊、禁制品、銃、証拠や行方不明人の捜査に使われる
- 記録部、保安官事務所にあり、要請に応じて自己記録の写しを提供する
- 訓練部、バークレー郡保安官事務所にある。この新しい施設は郡の警察官、予備役の訓練に使われる。訓練は州の警官要求事項に適合するために行う必要がある。

### 救急医療
バークレー郡救急医療サービスは市民が緊急の治療を要する場合に対応することとされている。どのような緊急事態にも24時間対応する。行動の救急医療ができるようになっている。先進の救急車に少なくとも救急医療隊員と救命士が1人ずつ乗っている。これに加え第2救急車にも救急医療隊員が待機する。地方消防署は救急医療サービスと協力関係があり、ほとんどの呼び出し対応を支援している。
年間では約14,000件の救急呼び出しに対応している。この数は毎年見直され、次の計画に生かされている。長期計画が策定され、体制が大きくなっている。

### 消防
法人化された自治体には組織化された消防部門がある。主にドーチェスター郡に入っているサマービル市や、グースクリーク市、モンクスコーナー町およびアメリカ海軍武器貯蔵所が消防部を持っている。しかし田園部は契約で守られるか、田園部消防地区に入っている。例えばカロミ消防団、クロス消防部、グースクリーク田園部消防地区、ホワイツビル田園部消防部、サンティサークル田園部消防部、ピムリコ田園部消防団などである。
- クロス田園消防部、郡内でも大きな消防ちくであり、担当範囲は90平方マイル (230 km2) に及んでいる。1940年代のサンティ・クーパー・プロジェクトの一部としてマリオン湖やムールトリー湖が造られたので歴史ある地域である。16人の消防団員、3か所の分署、7台の消防車があり、年間500件近い呼び出しに対応している
- グースクリーク田園部消防地区、ノースチャールストン市の市境から州道52号線沿いストロベリーショートストップの南までのグースクリークの未編入領域、ブッシーパーク道路沿い工業地帯全域、州道176号線近くの地域からアルコア施設の裏門までをカバーしている。この中には住家600軒、5つのショッピングセンター、グースクリーク高校、中学校、中間学校、小学校2校、共同住宅11棟が入っている。工業施設ではベイアー、オールステート、クレーンリントン・メカニカル、アルコア、デュポンが含まれる。年間予算50万米ドルで、16,500人に常時対応している。この人口には海軍武器貯蔵庫は含まれていない。
- ピムリコ田園部消防団、町のボランティア消防団員で構成されている。州道52号線に近い鉄道線を境界に、旧州道52号線沿線をカバーしている。住宅地区、商工業地区、農地、湿地、森林が含まれている。1つの分署に約15人が居り、年間150件の呼び出しに対応する。周辺の町の呼び出しにも協働している。

## 見どころ
- サイプレス庭園[3]
- メプキン修道院

## 都市と町
- ボノー
- チャールストン
- クロス
- グースクリーク
- ガムビル
- ハナハン
- フーガー
- ジェイムズタウン
- ラドソン
- モンクスコーナー - 郡庁所在地
- ノースチャールストン
- ピノポリス
- セントスティーブン
- サマービル
- パインビル